# Bolsover (district)
Pour les articles homonymes, voir Bolsover (homonymie).
Bolsover est un district non-métropolitain du Derbyshire, en Angleterre. Sa principale ville est Bolsover. Il existe depuis le 1er avril 1964 et est issu de la fusion du district urbain de Bolsover, du district rural de Blackwell et du district rural de Clowne.